# Polizei Sachsen-Anhalt

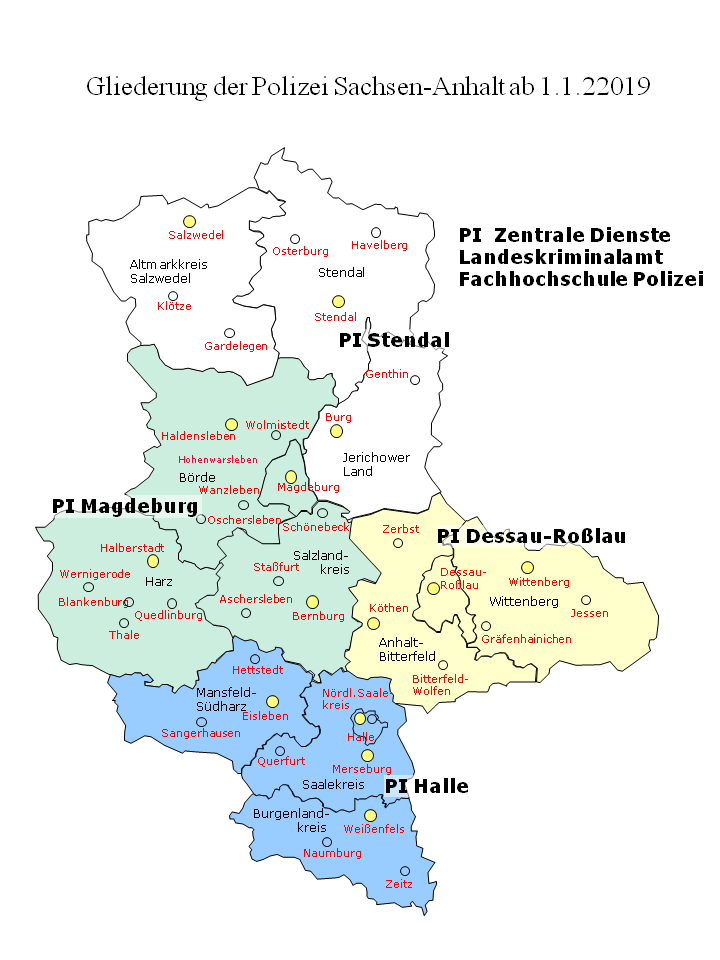
Gliederung der Polizei Sachsen-Anhalt ab 2019

Die Polizei Sachsen-Anhalt ist die Landespolizei des deutschen Landes Sachsen-Anhalt.

## Auftrag

### Aufgaben
Auftrag ist die Gewährleistung der öffentlichen Sicherheit und Ordnung. Als Strafverfolgungsbehörde geht sie gegen ordnungswidrige und strafbare Handlungen vor, ermittelt Täter und analysiert Tatmuster. Eine weitere Aufgabe ist die Gefahrenabwehr im Bereich der inneren Sicherheit, das heißt, die Verhütung oder Unterbindung von rechtswidrigen Handlungen jeder Art. Im Rahmen der Verkehrsüberwachung regelt sie Verkehrsströme und hat eine tragende Rolle in der Notfallhilfe (Notruf). Ferner sorgt die Polizei in enger Kooperation mit Behörden für die Verbrechensprävention, um bereits im Vorfeld mögliche Straftaten zu erkennen und zu verhindern.

### Rechtsgrundlagen
Für den Bereich der Gefahrenabwehr ergeben sich die Eingriffsbefugnisse der Polizei aus dem Polizeigesetz des Landes Sachsen-Anhalt, dem Sachsen-Anhaltischen Sicherheits- und Ordnungsgesetz (SOG LSA).
Die Ermächtigung für das Einschreiten zur Strafverfolgung ergibt sich aus der Strafprozessordnung (StPO).

## Organisation
Das Ministerium für Inneres und Sport, Abteilung 2 – Öffentliche Sicherheit und Ordnung ist die Oberbehörde (Oberste Landesbehörde) der Polizei Sachsen-Anhalt.
Der Abteilung 2 hat seit 2019 diese Polizeiinspektionen: 
- Dessau-Roßlau,
- Halle (Saale),
- Magdeburg,
- Stendal und
- Polizeiinspektion Zentrale Dienste Sachsen-Anhalt (PI ZD)

Das Landeskriminalamt Sachsen-Anhalt (LKA) mit Sitz in Magdeburg ist als Behörde und die Fachhochschule Polizei in Aschersleben (FH LSA) als Einrichtung der Landespolizei unterstellt.

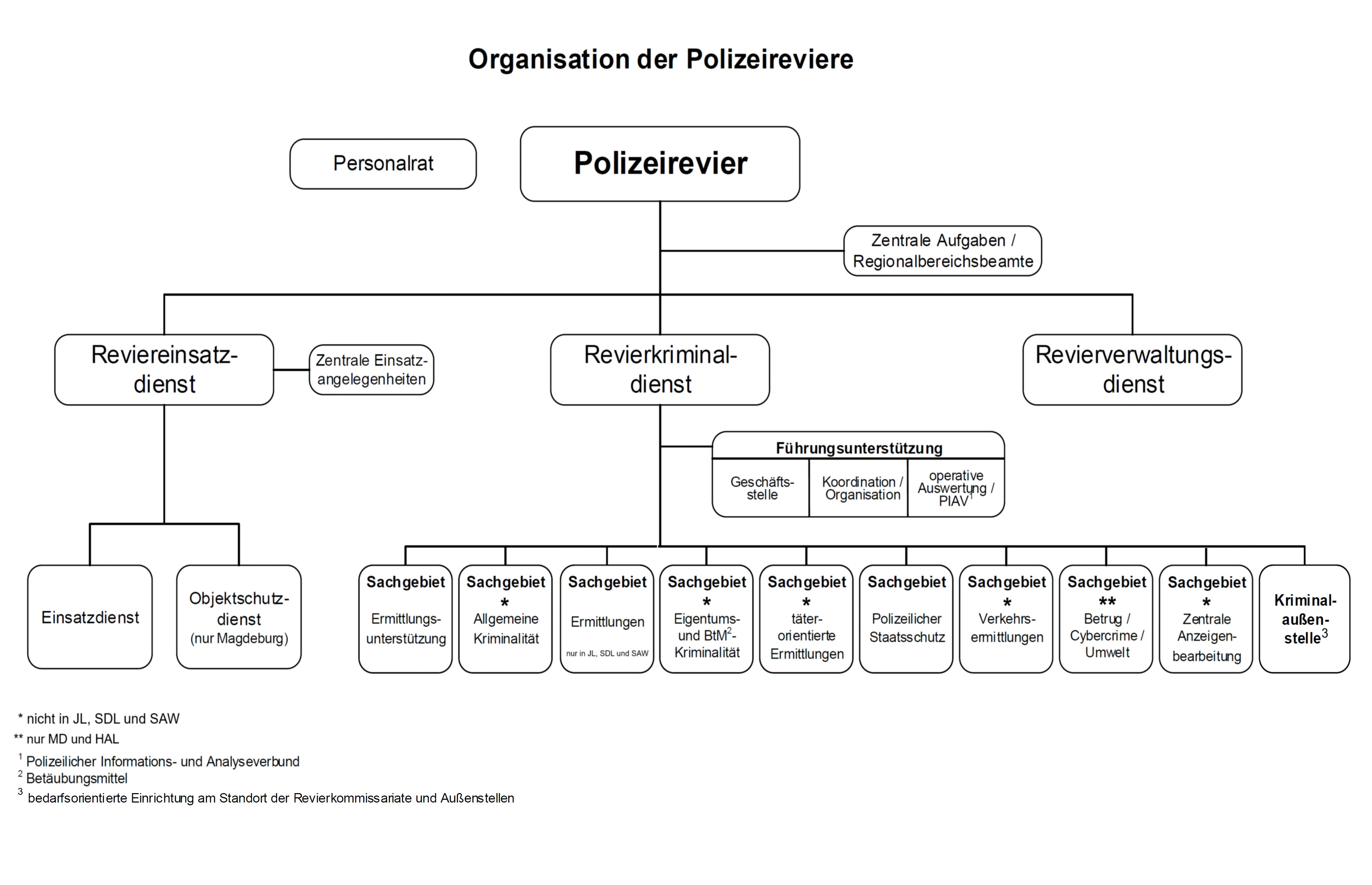
Struktur Polizeirevier ab 2019

Mit der Strukturreform wurden in Sachsen-Anhalt vier an den Zuständigkeitsbezirken der Landgerichte ausgerichtete Polizeiinspektionen (PI) als Polizeibehörden gebildet. Die PI treten an die Stelle der bisherigen drei Polizeidirektionen, welche als Polizeibehörden aufgelöst wurden.
Zudem wird mit der PI ZD eine neue Polizeibehörde geschaffen. Die bisherigen Polizeieinrichtungen Technisches Polizeiamt Sachsen-Anhalt und Landesbereitschaftspolizei Sachsen-Anhalt gehen in diese neue Behörde ein und werden als selbstständige Organisationseinheiten aufgelöst. Der neuen Polizeibehörde werden zudem die wasserschutzpolizeiliche Zuständigkeit für das gesamte Land sowie weitere administrative Aufgaben für die übrigen Polizeibehörden und -einrichtungen übertragen. Außerdem wird der PI ZD die Diensthundführerschule Sachsen-Anhalt zugeordnet.
Die Polizeiinspektionen haben in jedem Landkreis und den kreisfreien Städten ein Polizeirevier, dem wiederum Revierkommissariate und Revierstationen untergeordnet sind.

## Frühere Polizei-Strukturreformen

### Ab dem 1. März 1991
Die Polizei gliederte sich in folgende Behörden und Einrichtungen:
Landeskriminalamt, Bezirksregierungen (BR) MD, HAL und DE, PDen MD (einschl. 5 PRev) und HAL (einschl. 6 PRev).
Den BR waren 7 Polizeiinspektionen mit 37 PRev und 91 PSt, 3 BAB-Polizeistaffeln, eine WSP-Inspektion mit 3 WSP-PRev und 9 WSP-Stationen, sowie die Polizeihubschrauberstaffel nachgeordnet. Landeseinrichtungen waren die Landesbereitschaftspolizei, die Landespolizeischule, der Fachbereich der FH für öffentliche Verwaltung und Rechtspflege sowie die Diensthundführerschule.

### 1995
Die Polizei LSA gliederte sich neben dem Landeskriminalamt, der Landesbereitschaftspolizei, dem Technischen Polizeiamt und der Fachhochschule Polizei in sechs Polizeidirektionen (PD) mit Sitz in Dessau, Halberstadt, Halle, Magdeburg, Merseburg und Stendal. Diesen waren 29 Polizeireviere unmittelbar nachgeordnet, zusätzlich drei Polizeireviere für die Betreuung der Bundesautobahnen. Bestandteil der Polizeireviere waren landesweit 19 Revierkommissariate und 68 Revierstationen, die nach polizeitaktischen Kriterien disloziert eingerichtet worden waren. Für behördenweite Aufgaben verfügte jede PD über einen Zentralen Kriminaldienst sowie einen Zentralen Einsatzdienst.

### 2007
Im Juli 2007 wurde in Sachsen-Anhalt begonnen, eine grundlegende Strukturreform der Polizei des Landes zu etablieren. Dabei waren mehrere Ziele zu erreichen. Einerseits musste die Struktur der Polizei den neuen Strukturen des Landes, nach der Kreisgebietsreform 2007, angepasst werden, andererseits musste der sinkenden Einwohnerzahl Sorge getragen werden, um eine effiziente Polizeiarbeit in der Zukunft zu ermöglichen und gleichzeitig eine Präsenz in der Fläche des Landes zu gewährleisten.
Die Anzahl der Polizeidirektionen (PD) wird von sechs auf drei zu reduziert,
- eine PD LSA Nord (Behördensitz in Magdeburg) mit den für die Landkreise Altmarkkreis Salzwedel, Börde, Jerichower Land, Harz, Stendal, und Salzland sowie die Stadt Magdeburg zuständigen Polizeirevieren,
- eine PD LSA Ost (Behördensitz in Dessau-Roßlau) mit den für die Landkreise Anhalt-Bitterfeld und Wittenberg sowie die Stadt Dessau-Roßlau zuständigen Polizeirevieren und eine
- PD LSA Süd (Behördensitz in Halle/Saale) mit den für die Landkreise Mansfeld-Südharz, Saalekreis und Burgenland sowie die Stadt Halle/Saale zuständigen Polizeirevieren.

Dazu werden 14 Polizeirevieren, jeweils deckungsgleich mit den Landkreisen und kreisfreien Städten, 30 Revierkommissariaten mit Rund-um-die-Uhr-Diensten und 72 Revierstationen gebildet. Sitz der Polizeireviere sind die Kreisstädte, mit Ausnahme der Landkreise Mansfeld-Südharz und Burgenlandkreis. Die Polizeireviere befinden sich aus polizeitaktischen Gründen in der Lutherstadt Eisleben (statt Sangerhausen) bzw. Weißenfels (statt Naumburg (Saale)).
Weitere Behörden und Einrichtungen sind:
- Landeskriminalamt
- Landesbereitschaftspolizei (mit der Polizeihubschrauberstaffel, dem Polizeiärztlichen-/Gutachterdienst, dem Landespolizeiorchester und der Landesstelle für polizeiliche Medienarbeit)
- Fachhochschule Polizei
- Technisches Polizeiamt

### 2019
Das Gesetz zur Polizeistrukturreform wurde am 29. November 2018 beschlossen und trat zum 1. Januar 2019 in Kraft. Damit wurden die drei bisherigen Polizeidirektionen Nord, Süd und Ost sowie das Technische Polizeiamt Sachsen-Anhalt und die Landesbereitschaftspolizei Sachsen-Anhalt aufgelöst.

## Ausrüstung

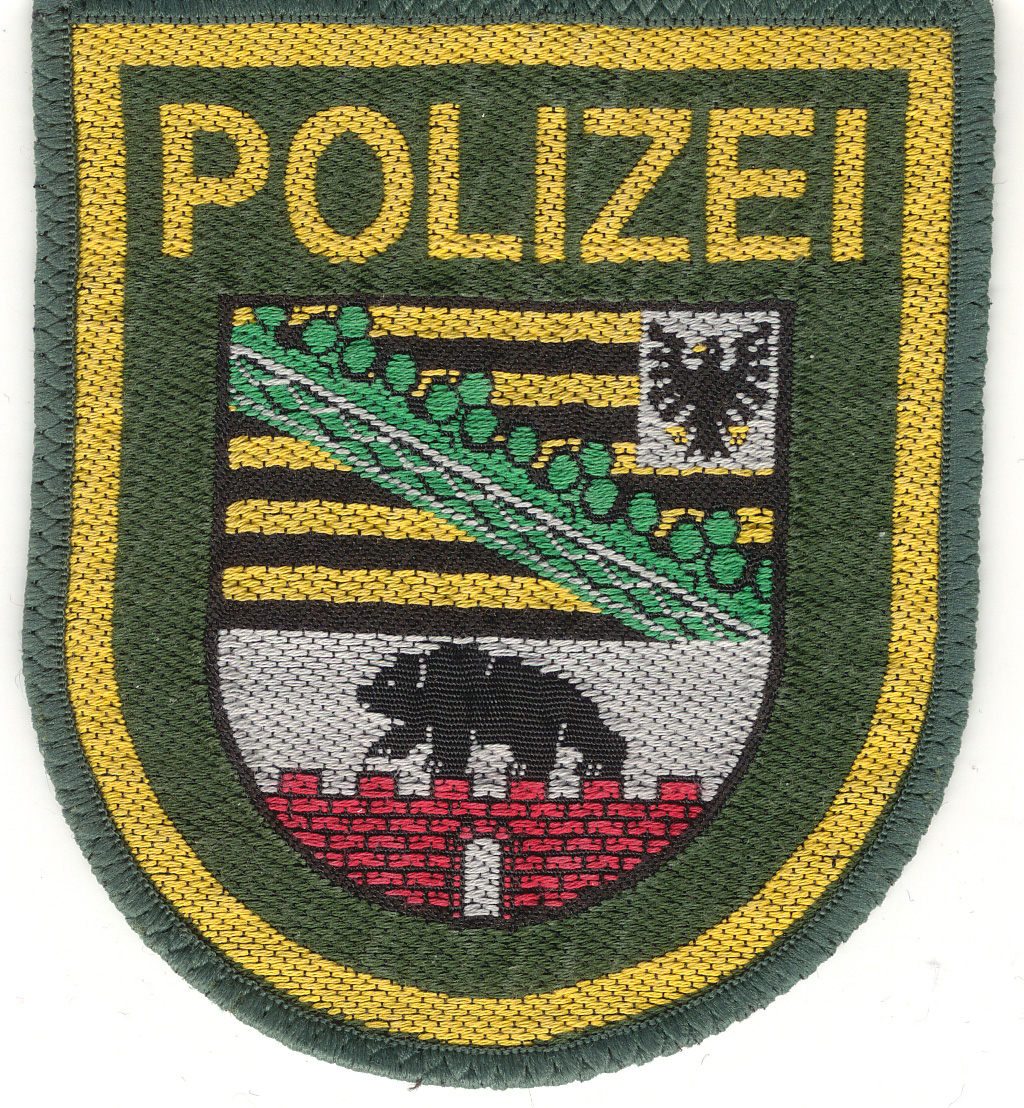
Altes grünes Hoheitsabzeichen der Polizei Sachsen-Anhalt

### Uniform
Die Polizei Sachsen-Anhalt hat 2009 damit begonnen, eine neue blaue Polizeiuniform einzuführen. Zu Beginn der Umstellung wurde in der Polizeidirektion Sachsen-Anhalt Nord die bisher grüne Uniform gegen die neue blaue getauscht. Im weiteren Verlauf folgten 2010 die Polizeidirektion Sachsen-Anhalt Süd und 2011 die Polizeidirektion Sachsen-Anhalt Ost.
Die Polizei des Landes Sachsen-Anhalt übernahm als einziges Land eine kombinierte Version aus zwei Uniformmodellen. Die Umstellung erfolgte kostenneutral, da die veranschlagten 4,3 Millionen Euro durch Verschleiß der alten Uniform ebenfalls angefallen wären.
2013 waren alle Beamten mit der neuen Uniform ausgestattet.

### Fahrzeuge
Die Polizei Sachsen-Anhalt nutzt als Dienstfahrzeuge überwiegend Fahrzeuge der Marke Mercedes-Benz, Opel und Volkswagen. Vereinzelt kommen auch Fahrzeuge der Hersteller Audi, Nissan und Toyota zum Einsatz. Streifenwagen sind Audi A6, VW Passat, Ford Mondeo, Ford S Max, VW Tiguan, VW T5 und VW T6 (Stand 2023).

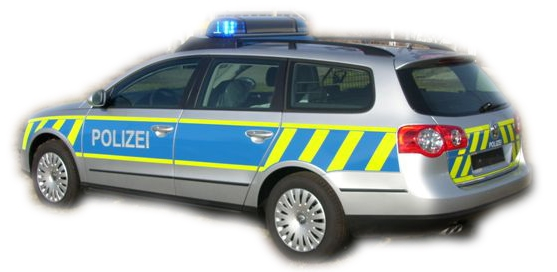
Einsatzfahrzeug im "Magdeburger Design"

Im Zuge der Farbumstellung auf Blau werden neue Streifenwagen und Dienstfahrzeuge in den Farben Blau-Silber bzw. Blau-Weiß beschafft. Die ersten blau-silbernen Streifenwagen wurden Ende 2005/Anfang 2006 der Polizei übergeben. Alleinstellungsmerkmal für die Landespolizei ist die Verwendung des „Magdeburger Design“, eine zusätzliche, partielle retroreflektierende gelbe Folierung an den Seiten und am Heck.
Neue Fahrzeuge werden mit Kennzeichen in der Form „LSA XXXXX“ zugelassen, wobei „LSA“ für „Sachsen-Anhalt, Landesregierung und Landtag“ (oder kurz „Land Sachsen-Anhalt“) steht. Hintergrund für diese Änderung war die Abschaffung der Behördenkennzeichen zum 1. März 2007 und damit verbunden die Einführung der sogenannten Bundesland- und Landtagskennzeichen.

## Polizeiliche Kriminalstatistik
Die Aufklärungsquote betrug für das Jahr 2022 54,6 %.
Fallzahlen und Aufklärungsquote in Sachsen-Anhalt seit dem Jahr 1999:
| Jahr | Fallzahl | Änderung zum Vorjahr | aufgeklärt       |
| ---- | -------- | -------------------- | ---------------- |
| 1999 | 264.619  |                      | 140.138 (53,0 %) |
| 2000 | 247.044  | −17.575 (−6,6 %)     | 135.700 (54,9 %) |
| 2001 | 236.029  | −11.015 (−4,5 %)     | 130.259 (55,2 %) |
| 2002 | 236.356  | +327 (+0,1 %)        | 129.891 (55,0 %) |
| 2003 | 229.209  | −7.147 (−3,0 %)      | 126.539 (55,2 %) |
| 2004 | 228.674  | −535 (−0,2 %)        | 131.237 (57,4 %) |
| 2005 | 216.186  | −12.488 (−5,5 %)     | 126.538 (58,5 %) |
| 2006 | 215.730  | −456 (−0,2 %)        | 125.913 (58,4 %) |
| 2007 | 216.704  | +974 (+0,5 %)        | 124.773 (57,6 %) |
| 2008 | 199.551  | −17.153 (−7,9 %)     | 114.338 (54,2 %) |
| 2009 | 200.724  | +1.173 (+2,2 %)      | 113.165 (56,4 %) |
| 2010 | 189.164  | −11.560 (−6,1 %)     | 110.237 (58,3 %) |
| 2011 | 187.281  | −1.883 (−0,9 %)      | 107.583 (57,4 %) |
| 2012 | 189.233  | +1.952 (+1,0 %)      | 108.602 (57,4 %) |
| 2013 | 193.885  | +4.652 (+2,5 %)      | 109.531 (56,5 %) |
| 2014 | 194.486  | +601 (+1,5 %)        | 111.137 (57,1 %) |
| 2015 | 198.806  | +4.320 (+2,2 %)      | 108.984 (54,8 %) |
| 2016 | 196.464  | −2.342 (−1,2 %)      | 108.845 (55,4 %) |
| 2017 | 186.550  | −9.914 (−5,0 %)      | 103.835 (55,7 %) |
| 2018 | 175.625  | −10.925 (−5,9 %)     | 97.644 (55,6 %)  |
| 2019 | 173.346  | −2.279 (−1,3 %)      | 95.384 (55,0 %)  |
| 2020 | 177.905  | +4.559 (+2,6 %)      | 96.301 (54,1 %)  |
| 2021 | 170.465  | −7.440 (−4,2 %)      | 94.528 (55,5 %)  |
| 2022 | 178.450  | +7.985 (+4,7 %)      | 97.486 (54,6 %)  |